# Julio Baylón
Julio Alberto Temistocles Baylón Aragones (Pisco, 10 settembre 1950 – Lima, 9 febbraio 2004) è stato un calciatore peruviano, di ruolo attaccante.

## Carriera
Fece parte della Nazionale di calcio del Perù che partecipò al campionato del mondo 1970.
Baylón, nella nazionale di calcio del Perù, ha totalizzato 32 presenze in cui ha segnato due gol.